# Dictyocladium coactum
Dictyocladium coactum är en nässeldjursart som beskrevs av Eberhard Stechow 1923. Dictyocladium coactum ingår i släktet Dictyocladium och familjen Sertulariidae. Inga underarter finns listade i Catalogue of Life.